# Myra
Myra je žensko osebno ime ruskega izvora, ki pomeni sanje.